# 11月2日 (旧暦)
旧暦11月2日（きゅうれきじゅういちがつふつか）は旧暦11月の2日目である。六曜は赤口である。

## できごと
- 明治4年（グレゴリオ暦1871年12月13日） - 秋田県・岩崎県・本荘県・亀田県・矢島県が合併して秋田県に。秋田県の現在の県域が確定
- 明治4年（グレゴリオ暦1871年12月13日） - 仙台県・石巻県・角田県が合併して仙台県に。現在の宮城県の県域が確定

## 誕生日
- 正応元年（ユリウス暦1288年11月26日） - 後醍醐天皇、96代天皇（+ 1339年）
- 天保8年（グレゴリオ暦1837年12月9日） - 樺山資紀、薩摩藩士･政治家（+ 1922年）
- 慶応元年（グレゴリオ暦1865年12月19日） - 伊東里き、日本人の北アメリカへの移住に尽力した女性（+ 1950年）
- 明治5年（グレゴリオ暦1872年12月2日） - 武島羽衣、国文学者（+ 1967年）
- 西暦1941年（グレゴリオ暦1941年12月19日） - 李明博、第17代大韓民国大統領

## 忌日
- 永禄元年（ユリウス暦1558年12月11日） - 織田信行、武将、織田信長の弟
- 正徳4年（グレゴリオ暦1714年12月8日） - 柳沢吉保、江戸幕府老中（* 1658年）
- 文化10年(閏)（グレゴリオ暦1813年12月24日） - 後桜町天皇、117代天皇（* 1740年）
- 文政4年（グレゴリオ暦1821年11月26日） - 木下幸文、歌人（* 1779年）